# Суперкубок Кувейту з футболу 2011
Суперкубок Кувейту з футболу 2011  — 4-й розіграш турніру. Матч відбувся 13 серпня 2011 року між чемпіоном Кувейту клубом Аль-Кадісія і володарем кубка Еміра Кувейту клубом Казма.
| Володар Суперкубка Кувейту 2011 |
| ------------------------------- |
|                                 |
| Аль-Кадісія Другий титул        |

## Матч

### Деталі
| 13 серпня 2011 22:00 (EEST) |

| Аль-Кадісія | 1:0      | Казма |
| ----------- | -------- | ----- |
| Аджаб 74'   | Протокол |       |

| Аль-Кувейт, Ель-Кувейт |